# Идда
Идда (араб. عدة‎ «несколько») — период выжидания («карантина») после развода или кончины мужа, в течение которого женщина не имеет права выйти замуж за другого мужчину. Период идды необходим для определения возможной беременности женщины и установления последующего отцовства ребёнка. Срок идды в зависимости от мазхаба составляет от одного месяца до 5,5 месяцев (в случае кончины мужа) или три менструации (в случае развода), а в случае беременности — до родов. Женщину, которая находится в периоде идды, называют «ихдад». В течение идды бывший муж (если он жив и здоров) обязан обеспечивать её всем необходимым.
Выдерживание срока идды обязательно (у некоторых мазхабов) также и при расторжении временного брака, который считают дозволенным некоторые категории мусульман и некоторые мазхабы.

## Цитаты
Идда упоминается в коранических сурах «Аль-Бакара» и «Ат-Таляк».

Разведённые женщины должны выжидать в течение трёх менструаций. Не дозволено им скрывать то, что сотворил Аллах в их утробах, если они веруют в Аллаха и в Последний день. Мужья в течение этого периода имеют право вернуть их, если захотят примирения. Согласно установленному порядку, жены имеют такие же права, как и обязанности, хотя мужья и выше их по положению. Аллах – Могущественный, Мудрый. 
—  2:228 (Кулиев)

Если кто-либо из вас скончается и оставит после себя жён, то они должны выжидать четыре месяца и десять дней. Когда же они дождутся истечения положенного им срока, то на вас не будет греха, если они распорядятся собой разумным образом. Аллах ведает о том, что вы совершаете. На вас не будет греха, если вы намекнёте о сватовстве к женщинам или утаите это в душе. Аллах знает, что вы будете вспоминать о них. Не давайте им тайных обещаний и говорите только достойные слова. Не принимайте решение вступить в брак, пока не истечёт предписанный срок. Знайте, что Аллаху известно о том, что в ваших душах. Остерегайтесь Его и знайте, что Аллах – Прощающий, Выдержанный. 
—  2:234, 235 (Кулиев)

О те, которые уверовали! Если вы вступаете в брак с верующими женщинами, а затем объявляете им развод до того, как вы коснулись их, то они не обязаны перед вами выжидать срок. Одарите их и отпустите их красиво.
—  33:49 (Кулиев)

О Пророк! Когда вы даете жёнам развод, то разводитесь в течение установленного срока, ведите счёт этому сроку и бойтесь Аллаха, вашего Господа. Не выгоняйте их из их домов, и пусть они не выходят из них, если только они не совершат явную мерзость. Таковы ограничения Аллаха. Кто преступает ограничения Аллаха, тот поступает несправедливо по отношению к себе. Ты не знаешь, что Аллах, возможно, после этого решит иначе. Когда для них наступит установленный срок, оставьте их у себя по-хорошему или же отпустите по-хорошему. Призовите свидетелями двух справедливых мужей из вас и будьте свидетелями ради Аллаха. Таково увещевание для тех, кто верует в Аллаха и в Последний день. Тому, кто боится Аллаха, Он создаёт выход из положения и наделяет его уделом оттуда, откуда он даже не предполагает. Тому, кто уповает на Аллаха, достаточно Его. Аллах доводит до конца Своё дело. Аллах установил меру для каждой вещи. Для тех из ваших женщин, у которых прекратились менструации, если вы сомневаетесь, установленный для развода срок равен трём месяцам, как и для тех, у которых не было менструаций. Для беременных срок установлен до тех пор, пока они не разрешатся от бремени. Тому, кто боится Аллаха, Он облегчает дела.
—  65:1—4 (Кулиев)